# Escàndol Watergate
L'escàndol Watergate (o simplement "Watergate") va ser un escàndol polític que provocà una greu crisi constitucional durant els anys setanta del segle XX als Estats Units d'Amèrica. L'escàndol va prendre el nom del complex comercial i residencial anomenat Watergate a Washington DC, seu del comitè electoral demòcrata.

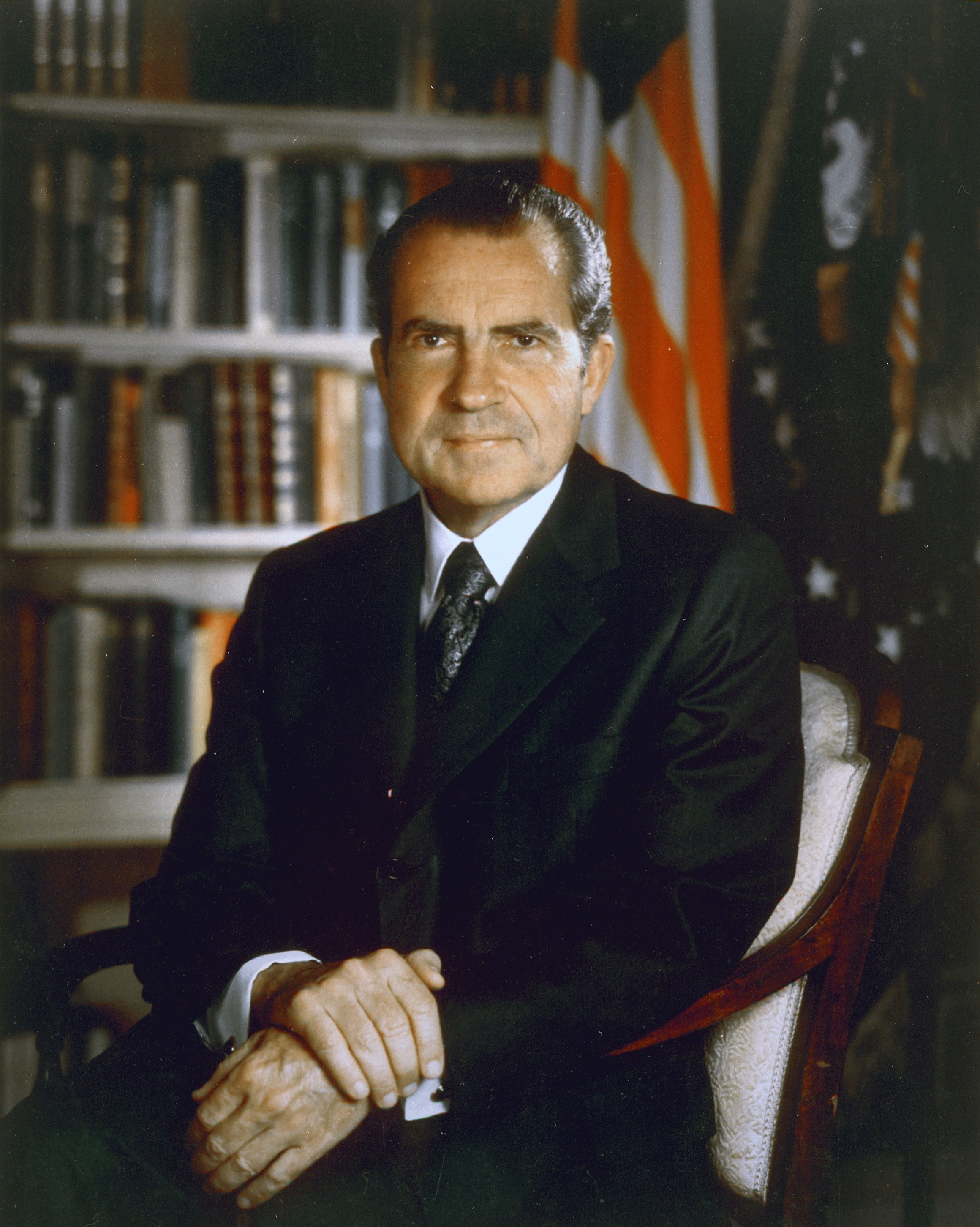
Richard Nixon.

Tot va començar el 17 de juny de 1972 amb la detenció de cinc homes a sou del comitè de reelecció del president republicà Richard Nixon mentre intentaven entrar il·legalment i col·locar aparells d'escolta a les oficines del Comitè Nacional del Partit Demòcrata (DNC), al complex Watergate de Washington. L'FBI va connectar els pagaments als lladres amb una caixa B de fons per subornar, usada pel Comitè de reelecció presidencial (CRP) el 1972. Com a prova organitzada contra l'equip presidencial, que incloïa antics membres de l'equip que testificarien contra ell en una investigació conduïda pel Comitè del Senat pel Watergate, fou revelat que el president Nixon tenia un sistema de gravació amb cintes magnetofòniques a les seves oficines i que havia gravat moltes converses.

Les gravacions d'aquelles cintes implicaven el president, i revelaven que hauria intentat encobrir el robatori.
 Després d'una sèrie de batalles judicials, el Tribunal Suprem va dictaminar que el President havia d'entregar les cintes, la qual cosa, finalment, va fer.
En veure a prop l'impeachment a la Cambra de Representants i una forta possibilitat que el Senat l'arribés a inculpar, Nixon va dimitir com a president el 9 d'agost de 1974. El seu successor, Gerald Ford, proclamà una amnistia "per tots els delictes" que Nixon hagués comès contra els Estats Units mentre era president.

## Antecedents
Nixon havia estat vicepresident durant el mandat d'Eisenhower i va concórrer a les eleccions de 1960 contra John F. Kennedy, però les va perdre. Lluny de resignar-se, ho va tornar a intentar vuit anys més tard. Finalment, el 1968, Nixon aconseguí guanyar les eleccions presidencials dels Estats Units, tot i que per un estret marge, al candidat demòcrata Hubert Humphrey. El marge fou tan estret que, segons les enquestes, hagués pogut perdre si les eleccions s'haguessin celebrat uns dies després. Per tal d'evitar haver de passar tantes angúnies, Nixon va fundar el Comitè per a la Reelecció del President (CRP), amb l'objectiu fonamental de recollir donatius per dur a terme una vigorosa campanya de reelecció el 1972. John Mitchell va renunciar al seu càrrec de Fiscal General dels Estats Units per tal de dirigir el CRP. G. Gordon Liddy fou contractat com a assessor de finances i James W. McCord, Jr. com a cap de seguretat.
El 9 de maig de 1969, poc temps després de la primera presa de possessió de Nixon, el diari The New York Times va publicar una informació segons la qual els Estats Units bombardejavent secretament bases nord-vietnamites a Laos i Cambodja. En saber-ho, Nixon es va enfurismar, però dos anys més tard, el 13 de juny de 1971, el mateix diari va publicar fragments d'un informe confidencial sobre el paper dels Estats Units al Vietnam. Donat que només hi havia quinze exemplars d'aquest informe, era clar que algú de dins passava informació a la premsa. Després es va saber que aquesta persona era Daniel Ellsberg, que en aquella època treballava per al think tank conegut com a Rand Corporation.
Nixon estava resolt a no permetre més filtracions. Va parlar amb dos dels seus consellers més propers, H.R. Haldeman, cap de personal de la Casa Blanca i John D. Ehrlichman, assessor en Afers Interns. Es va prendre la decisió de formar un grup secret encarregat de "tapar goteres", que es van anomenar a si mateixos "lampistes" (plumbers en anglès). E. Howard Hunt i un fiscal de províncies anomenat G.Gordon Liddy també es van unir al projecte.
L'agost de 1971, Egil Krogh (assistent d'Ehrlicham) i David Young (ajudant especial al Consell de Seguretat Nacional) es van reunir amb G. Gordon Liddy i E. Howard Hunt. Hunt i Liddy van recomanar una operació encoberta per obtenir una "veta mare" d'informació sobre l'estat mental d'Ellsberg per tal de desacreditar-lo. Krogh i Young van enviar un memoràndum a Ehrlichman per demanar-li la seva aprovació per a aquesta operació encoberta que volien emprendre i que consistia a examinar tots els informes relatius a Ellsberg que estiguessin en poder del seu psiquiatre. Ehrlichman ho va aprovar sota la condició que "s'havia de fer amb la seguretat que no se'ls podria rastrejar.".
El 3 de setembre de 1971, el robatori a la consulta del psiquiatre, anomenat "Hunt/Liddy Special Project No.1" a les notes d'Ehrlichman, es va dur a terme per part de Hunt, Liddy i els agents de la CIA Eugenio Martinez, Felipe de Diego i Bernard Barker. Els "lampistes" fallaren en el seu objectiu de trobar els arxius sobre Ellsberg. Hunt i Liddy, a continuació, van planejar forçar la casa de Lewis Fielding (el psiquiatre), però Ehrlichman no va aprovar el segon robatori.
Ni Ellsberg ni l'opinió pública van tenir notícia del robatori fins que no va sortir a la llum durant el judici a Ellsberg i Russo, l'abril de 1973.

## Cronologia del Watergate

### Inici de l'escàndol

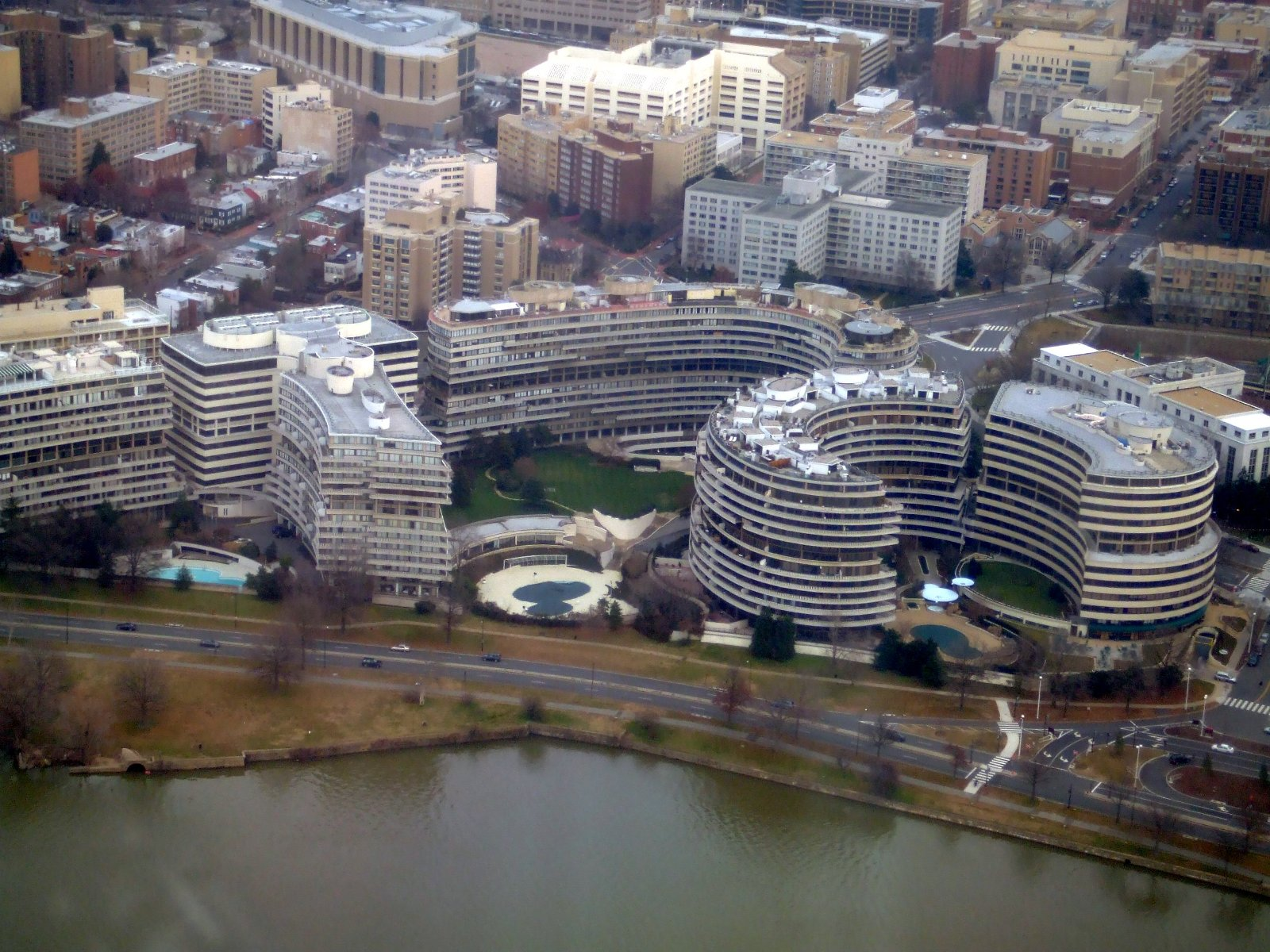
El Complex Watergate, quan va tenir lloc el robatori

La nit del 17 de juny de 1972, Frank Wills, un guarda de seguretat del Complex Watergate, es va adonar que hi havia una cinta adhesiva que cobria els panys de diverses portes al complex. Va treure la cinta i ja no hi va pensar més. Una hora més tard, va descobrir que algú havia tornat a posar cintes als panys. Aleshores va trucar a la policia i cinc homes van ser arrestats a dins de l'oficina del Comitè Nacional Demòcrata (CND).
Els cinc homes eren Virgilio González, Bernard Barker, James W. McCord, Jr., Eugenio Martínez, i Frank Sturgis. Els cinc foren acusats dels delictes d'intent de robatori i d'intent d'interceptar els telèfons o altres comunicacions. El 15 de setembre, un gran jurat els processà a ells i a altres dos homes (E. Howard Hunt, Jr. i G. Gordon Liddy) per conspiració, robatori i violació de les lleis federals sobre escoltes telefòniques.
Els homes que van entrar per la força a l'oficina foren processats i condemnats el 30 de gener de 1973. Després de molta investigació, tots cinc foren, directament o indirecta, connectats amb el Comitè per a la reelecció presidencial (CRP) de Nixon. El jutge del procés, John J. Sirica, sospitava que hi havia una conspiració que involucrava alts funcionaris del govern.
El març de 1973, James McCord va escriure una carta a Sirica, on afirmava que es trobava sota pressions polítiques per declarar-se culpable i va implicar els funcionaris del govern, incloent-hi l'antic Fiscal General John Mitchell. La seva carta va ajudar a convertir l'afer judicial en un prominent escàndol polític.

### Investigació
Tot just després de les detencions, es va començar a desentrellar la xarxa d'encobriment: la cerca a les habitacions d'hotel on s'havien allotjat els lladres i una investigació del rerefons de les proves inicials, molt especialment els milers de dòlars en metàl·lic que es trobaven en possessió d'aquells homes en el moment del seu arrest. El 19 de juny de 1972, s'havia revelat públicament que un dels lladres del Watergate era un ajudant de seguretat del Partit Republicà. L'antic Fiscal General John Mitchell, que en aquell temps era el cap de campanya per a la reelecció de Nixon, va negar cap mena de relació amb el robatori al Watergate o que conegués algun dels cinc lladres. L'1 d'agost, uns 25.000$ en xecs bancaris, guardats per a la campanya de reelecció de Nixon, foren trobats al compte bancari d'un dels lladres del Watergate. Investigacions posteriors revelarien comptes que mostraven que molts milers havien passat, encara, a través del llur banc i de comptes de targetes de crèdit, pagant llurs viatges, despeses de manutenció i compres, en els mesos previs a llurs arrestos. L'examen dels comptes dels lladres va mostrar el lligam amb el Comitè per a la reelecció del President de 1972, a través del seu subordinat comitè de finances.
Diverses donacions individuals (que totalitzaven 89.000$), foren fetes per persones individuals que pensaven que estaven fent donacions privades al Comitè per a la reelecció presidencial. Les donacions foren fetes en forma de xecs certificats i xecs personals, i tots ells sols es podien pagar al Comitè per a la reelecció presidencial. Una exhaustiva investigació dels comptes bancaris d'una companyia de Miami dirigida per un lladre del Watergate, Bernard Barker, va revelar que un compte controlat per ell personalment havia dipositat, i havia transferit (a través del Sistema de Compensació de Xecs de la Reserva Federal), els fons d'aquests instruments financers.
Els bancs que havien originat els xecs (especialment els certificats i els xecs bancaris), asseguraren amb entusiasme que la institució dipositària usada per Bernard Barker havia actuat de manera correcta per protegir llurs interessos fiduciaris (els dels bancs corresponsals), tot assegurant que els xecs s'havien rebut correctament i endossat de manera correcta pel beneficiari del xec, abans de la seva acceptació per dipòsit al compte de Bernard Barker. Sols d'aquesta manera els bancs corresponsals, que havien emès els xecs en nom de donants individuals, no serien responsables per una disposició no autoritzada o impròpia dels fons dels comptes del seu client cap al compte de Bernard Baker.
Les troballes de la investigació, que van aclarir la malversació fiduciària del banc de Bernard Baker, va conduir a la implicació directa de membres del Comitè per a la reelecció presidencial, als quals se'ls havien lliurat els xecs. Aquestes persones eren el comptable del Comitè i el seu tresorer, Hugh Sloan
El Comitè, en qualitat d'organització, seguia el funcionament normal dels estàndards comptables, permetent només que una persona degudament autoritzada acceptés i aprovés, en nom del Comitè, cap instrument financer creat en nom del Comitè per ell mateix, o per altres. Per tant, cap institució financera acceptaria o processaria un xec en nom del Comitè, llevat que hagués estat autoritzat i verificat com a autoritzat per una persona o persones degudament autoritzades. En els mateixos xecs que es van dipositar al compte del banc de Bernard Baker, hi consta l'aprovació del tresorer del Comitè Hugh Sloan, que estava degudament autoritzat i designat per aprovar tals instruments, que eren preparats (per altres) en nom del Comitè.
Però un cop havia autoritzat un xec que seria pagable al Comitè, tenia una responsabilitat legal i fiduciària per veure que el xec s'havia dipositat en un(s) compte(s) que estigués anomenat al xec, i pel qual se li havia delegat una responsabilitat fiduciària. Sloan va fallar en aquesta tasca. Es va haver d'enfrontar a una possible inculpació per frau bancari federal; va revelar que havia donat els xecs a G. Gordon Liddy i que això li havia estat ordenat pel director del Comitè Jeb Magruder i el director de finances Maurice Stans.
El 29 de setembre de 1972, es va revelar que John Mitchell, mentre ocupava el càrrec de Fiscal General, controlava diner negre dels republicans per finançar operacions d'espionatge contra els demòcrates. El 10 d'octubre, l'FBI va informar que el robatori del Watergate formava part d'una campanya massiva d'espionatge i sabotatge en nom de funcionaris i caps de la campanya per a la reelecció de Nixon. Tot i aquestes revelacions, la campanya de reelecció de Nixon no es va posar mai seriosament en perill, i el 7 de novembre el President fou reelegit amb un dels majors avantatges de la història de les eleccions presidencials (concretament un 61% de vot popular i un avantatge de 520 a 18 en el Col·legi Electoral dels Estats Units.
Barker havia rebut els xecs mitjançant Liddy, en un intent d'evitar proves directes que Barker mai no havia rebut fons de l'organització. Barker havia intentat dissimular l'origen dels fons, tot dipositant els xecs dels donants a comptes bancaris que (es pensa que controlats per ell), estaven localitzats a bancs de fora dels Estats Units. El que Barker, Liddy i Sloan no sabien era que s'estava duent un registre complet de les seves transaccions, després que els fons varen sortir a la llum, des de feia prop de sis mesos. L'ús per part de Baker de bancs estrangers per dipositar xecs i recuperar els fons via xecs bancaris o girs postals, l'abril i el maig de 1972, garantia que els bancs mantindrien el registre de la transacció sencera almenys fins a l'octubre i novembre de 1972.
La connexió entre el robatori i la campanya de reelecció saltà ràpidament als titulars dels mitjans de comunicació. En particular, la investigació feta per Time, The New York Times, i especialment The Washington Post, aportà molta publicitat a l'esdeveniment. La cobertura informativa augmentà dramàticament la publicitat i les consegüents repercussions polítiques. Basant-se en gran manera en fonts anònimes, els reporters del Washington Post Bob Woodward i Carl Bernstein descobriren informació que suggeria el coneixement del robatori i intents d'encobrir-lo, dirigits des de molt endins per l'FBI, la CIA i fins i tot la Casa Blanca. La font principal, entre aquestes fonts anònimes que citava el diari, era algú conegut amb el pseudònim de Gola Profunda (en anglès Deep Throat) (més tard, el 2005, es va revelar que aquest Gola Profunda no era altre que l'antic director adjunt de l'FBI William Mark Felt, Sr.
) Fou Gola Profunda qui es va reunir en secret amb Woodward, i li va parlar sobre la involucració de Howard Hunt en el robatori del Watergate, i que la resta del personal de la Casa Blanca considerava la seva participació en el cas Watergate extremadament alta. Gola Profunda va advertir també Woodward que l'FBI volia saber d'on treien la informació ell i els altres periodistes que estaven descobrint fins i tot una xarxa més àmplia de delictes que els que s'havien revelat el primer cop. En una de les seves últimes trobades, que com totes va tenir lloc en un aparcament subterrani situat en algun lloc de Washington D.C. a les dues de la matinada, Gola Profunda va prevenir Woodward que podrien haver-lo seguit i que no es refiés de les seves converses telefòniques.
En comptes d'acabar amb el judici i la condemna dels lladres, les investigacions es van ampliar. Un comitè del Senat, presidit pel senador Sam Ervin, fou triat per examinar l'afer Watergate i comença per citar els membres del personal de la Casa Blanca.
El 30 d'abril de 1973, Nixon es veié forçat a acceptar la dimissió de dos dels seus ajudants més influents: H. R. Haldeman i John Ehrlichman, els quals haurien de ser processats i finalment acabarien a la presó. També va cessar John Dean, el qual va anar a testificar abans al Senat i va esdevenir el testimoni clau contra el president Nixon.
El President va anunciar aquestes dimissions en un discurs adreçat al poble dels Estats Units:
| «               | En una de les més difícils decisions de la meva presidència, he acceptat les dimissions de dos dels meus més estrets col·laboradors a la Casa Blanca, Bob Haldeman i John Ehrlichman, dos dels més bons servidors públics que he tingut el privilegi de conèixer. Perquè el Fiscal General Kleindienst, tot i ser un distingit servidor públic, amic personal meu durant 20 anys, que no va tenir participació personal de cap mena en aquest afer, havia estat un estret col·laborador personal i professional d'alguns que sí van estar involucrats en aquest cas, ell i jo sentíem que era també necessari el nomenament d'un nou Fiscal General. El conseller del President, John Dean, també ha dimitit. | » |
| — Richard Nixon | |   |

El mateix dia, Nixon va nomenar un nou Fiscal General, Elliot Richardson, i li va donar autoritat per designar, per a la investigació del cas Watergate, un conseller especial que seria independent de la jerarquia del Departament de Justícia. El maig de 1973, Richardson va nomenar, per a aquest càrrec, el professor de la Universitat Harvard, Archibald Cox.

## Les cintes magnetofòniques

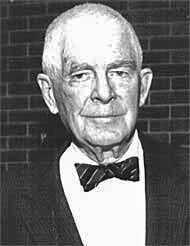
Archibald Cox, procurador especial independent.

Les audiències que va mantenir el Comitè del Senat, en els quals Dean i altres antics funcionaris de l'Administració prestaren declaració, foren retransmeses per la televisió des del 17 de maig fins al 7 d'agost de 1973, causant un dany polític important al President. Després que tres de les majors cadenes de notícies d'aquell moment varen acceptar de retransmetre les audiències en directe, repartint-se la feina de mode i manera que cada xarxa mantenia la cobertura de les audiències cada tercer dia, començant per la cadena ABC el 17 de maig i acabant per l'NBC el 7 d'agost. S'estima que un 85% dels estatunidencs amb televisió van sintonitzar almenys una part de les audiències.
El divendres, 13 de juliol de 1973, en una entrevista, Donald Sanders, l'Assessor adjunt de la Minoria, va preguntar Alexander Butterfield si hi havia algun tipus de sistema de gravació a la Casa Blanca.
Butterfield va respondre, tot i que estava reticent a dir-ho, que hi havia un sistema a la Casa Blanca que gravava automàticament al Despatx Oval i a altres estances de la Casa Blanca, incloent-hi el Despatx del Gabinet i l'oficina privada de Nixon a un altre edifici (l' Old Executive Office Building). El dilluns, 16 de juliol de 1973, davant d'una audiència televisada, el Cap de la Minoria, Fred Thompson, va preguntar Butterfield si estava "assabentat de la instal·lació d'un sistema d'aparells d'escoltes al Despatx Oval del President". Aquesta impactant revelació va transformar altre cop la investigació del cas Watergate. Ben aviat, el procurador especial Archibald Cox i el Senat van demanar les cintes, però Nixon va refusar de donar-los-les, tot emparant-se en el seu privilegi executiu com a President dels Estats Units, i va ordenar Cox que desistís d'aquesta demanda. Tanmateix, Cox va refusar fer-se enrere.
Una conversa gravada que va ser crucial en el cas contra el president Nixon va tenir lloc entre el President i el seu advocat, John Dean, el 21 de març de 1973. En aquesta conversa, Dean posa damunt la taula molts aspectes del cas Watergate, i aleshores enfoca l'encobriment subsegüent, descrivint-lo com un "càncer a la presidència". L'equip de lladres estava rebent diners pel seu silenci i Dean va dir: "això és el més molest després de la "cosa" (el robatori), perquè Bob [Haldeman] està involucrat en això, John [Ehrlichman] està involucrat en això, jo estic involucrat en això, Mitchell està involucrat en això. I això és una obstrucció de la justícia". Dean continua i afirma que Howard Hunt està extorquint la Casa Blanca, demanant diners immediatament, i el president Nixon diu que el xantatgista hauria de ser pagat "... sols mirant al problema immediat, no al que has de tenir -- maleït sia, ocupa't aviat de la situació financera de Hunt !-- […] has de mantenir el tap a l'ampolla el màxim que puguis, per tal de tenir opcions" En el moment del debat inicial al Congrés sobre l'impeachment per l'afer Watergate, no se sabia que Nixon havia conegut i aprovat els pagaments als acusats pel Watergate molt abans d'aquesta conversa. Entre les gravacions que es varen entregar, posteriorment, hi ha converses amb Haldeman l'1 d'agost de 1972. En una de les cintes es pot establir això. Nixon diu: "Bé....l'han de pagar. Això és tot el que cal. L'han de pagar". Durant el debat congressual sobre l'impeachment, aquells que creien que l'impeachment requeria un delicte perseguible penalment, van focalitzar la seva atenció en el fet que el president Nixon aprovés el pagament als xantatgistes, mirant-ho com una prova clara d'obstrucció a la justícia, com a part d'una conspiració d'encobriment.

### "La massacre del dissabte a la nit"
La negativa de Cox a desistir de la seva demanda va influir sobre Nixon perquè demanés les dimissions de Richardson i de l'adjunt William Ruckelshaus, el 20 d'octubre de 1973, i va buscar algú al Departament de Justícia que fes fora Cox del seu càrrec. Aquesta cerca va concloure quan va trobar la disposició del Procurador General Robert Bork. Tot i que Bork creia que l'ordre de Nixon era vàlida i apropiada, va considerar que era millor dimitir que ser "percebut com un home que tenia una oferta del President per salvar la meva feina" Amb tot i això, Richardson i Ruckelshaus el persuadiren perquè no dimitís, a fi i efecte de prevenir danys posteriors al Departament de Justícia. Com a nova actuació de cap de departament, Bork dugué a terme l'ordre presidencial i destituí el procurador especial. Les denúncies d'irregularitats induïren Nixon a pronunciar la famosa frase "Jo no sóc un lladre" al davant de 400 editors de l'Associated Press, el 17 de novembre de 1973.
De tota manera, Nixon es veié obligat a permetre el nomenament d'un nou procurador especial, Leon Jaworski, el qual va continuar la investigació. Mentre Nixon continuava refusant entregar les cintes actuals, va estar d'acord amb lliurar transcripcions d'un gran nombre d'elles; Nixon va dir que qualsevol arxiu d'àudio corresponent a la informació de seguretat nacional podria ser redactada a partir de les cintes lliurades. És a dir, que lliuraria una "versió editada" (en total van ser unes 1200 pàgines) del contingut de les cintes.
El lliurament de les cintes no va acabar amb el rebombori del cas. Quan van ser escoltades, es va notar que hi havia una part (en concret, 18 minuts) d'una cinta que havia estat esborrada. La fidel secretària personal de Nixon, Rose Mary Woods, va dir que l'havia esborrada per accident, quan va pitjar amb el peu, per error, un botó de control mentre contestava el telèfon. Posteriors anàlisis d'experts van concloure que la cinta havia estat esborrada en diversos fragments -almenys cinc, i potser més, fins a un total de nou.

### Tribunal Suprem
El Tribunal Suprem, en el cas United States vs. Nixon (24 de juliol de 1974), va declarar per unanimitat el seu dret a sentir el contingut de les cintes, i va ordenar al President que les entregués al procurador especial. El 30 de juliol de 1974, el president Nixon va complir amb l'ordre i va lliurar les cintes objecte de litigi.

## Investigacions finals i dimissió
| Discurs de dimissió de Nixon                                     |
|                                                                  |
| Discurs de dimissió de Richard Nixon, emès el 8 d'agost de 1974. |
|                                                                  |

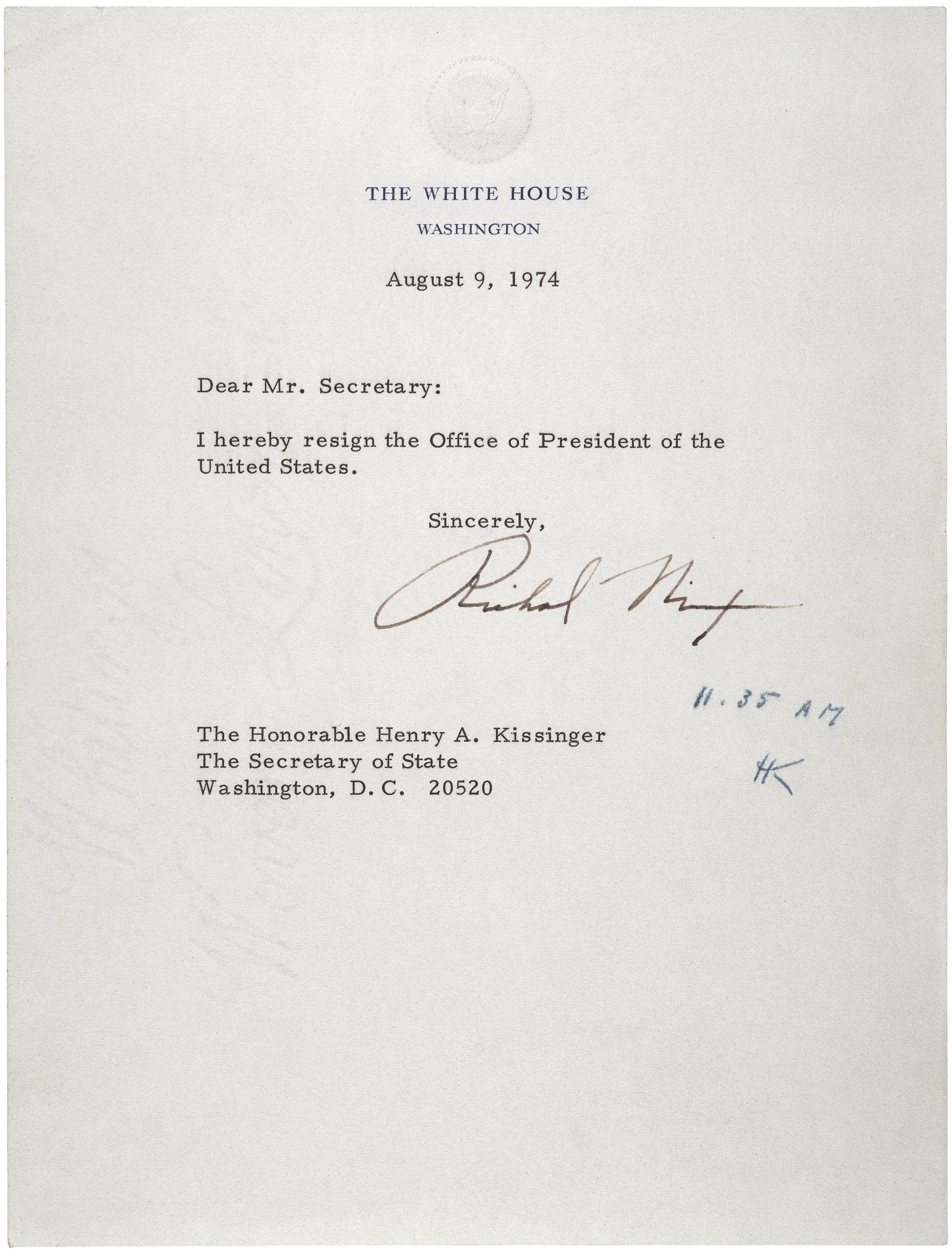
Carta de dimissió de Nixon, 9 d'agost de 1974

L'1 de març de 1974, antics ajudants del President, coneguts com a "els set de Watergate" - Haldeman, Ehrlichman, Mitchell, Charles Colson, Gordon C. Strachan, Robert Mardian i Kenneth Parkinson — foren acusasts de conspiració per impedir la investigació del cas Watergate. El gran jurat també va nomenar, secretament, Nixon, com a "conspirador no denunciat". John Dean, Jeb Stuart Magruder, i altres figures ja s'havien declarat culpables. El 5 d'abril de 1974, l'ex-secretari de Nixon Dwight Chapin fou condemnat per mentir al gran jurat. Dos dies més tard, el gran jurat del Watergate va inculpar Ed Reinecke, subgovernador republicà de Califòrnia, de tres càrrecs de perjuri davant el Comitè del Senat.
La posició de Nixon esdevenia cada cop més precària, i la Cambra de Representants va començar investigacions formals tendents a un possible impeachment del President. El Comitè de la Cambra de Representants pel Poder Judicial va votar 27 contra 11 (27 de juliol de 1974) a favor de recomanar el primer càrrec de l'impeachment contra el President: obstrucció a la justícia. El segon, abús de poder i el tercer desacatament al Congrés. El segon i el tercer càrrec van ser aprovats, respectivament, el 29 i 30 de juliol de 1974.

### La cinta magnetofònica "Pistola fumejant"
El 5 d'agost de 1974, la cinta d'àudio prèviament desconeguda, del 23 de juny de 1972, fou lliurada. Gravada solament uns pocs dies després del robatori, documenta una trobada entre Nixon i Haldeman al Despatx Oval, on formulen un pla per bloquejar les investigacions, fent que la CIA digui falsament a l'FBI que hi ha afers de seguretat nacional pel mig. Haldeman introdueix el tòpic que segueix: "...allò del robatori als demòcrates, nosaltres estem de tornada d'això...això, és el quid de la qüestió perquè l'FBI no està sota control, perquè Gray no sap exactament com se'ls ha de controlar i ells tenen....la seva investigació s'està adreçant cap a àrees productives […] i va en algunes direccions on nosaltres no volem que hi vagi." Després d'explicar com els diners del CRP es va rastrejar fins als lladres, Haldeman explica a Nixon el plan d'encobriment: "la via per arranjar això ara és, per a nosaltres, tenir Walters [CIA] trucar Pat Gray [FBI] i dir solament, 'Que estigui l'infern fora d'això...això és ah, negocis, aquí nosaltres no volem que tu vagis més enllà en això.'". El president Nixon va aprovar el pla, i rep més informació al voltant de la involucració de la seva campanya en el robatori, quan diu a Haldeman: "D'acord, bé, ho entenc tot. Nosaltres no volem endevinar Mitchell i la resta." Retornant a l'ús de la CIA per obstruir l'FBI, ell instrueix Haldeman: "Vostè els truca. Perfecte, ja està bé. Cal jugar dur. Aquesta és la manera en què ells juguen i així és com anem a jugar."
Abans de lliurar aquesta cinta, el president Nixon havia negat motivacions polítiques en les seves instruccions a la CIA, i va afirmar que no havia tingut coneixement, abans del 21 de març de 1973, de cap participació dels funcionaris de la seva campanya com ara John Mitchell. El contingut d'aquesta cinta va persuadir els mateixos advocats de Nixon. Fred Burzhardt i James St.Clair, "La cinta provava que el President havia mentit a la nació, als seus col·laborados més propers i als seus propis advocats durant més de dos anys." La cinta, que era coneguda com "La cinta de la pistola fumejant", acabà amb la carrera política de Nixon. Els deu congressistes que havien votat contra els tres càrrecs d'impeachment al comitè, van anunciar que donarien tot el seu suport a l'impeachment quan es votés al ple de la Cambra de Representants.

### Dimissió
Durant tot aquest temps, Nixon encara negava cap participació en l'afer. Amb tot i això, després d'haver parlat amb influents senadors del seu partit (republicà), aquests li van dir que hi havia prou vots com per cessar-lo. Aleshores Nixon va decidir dimitir. En un discurs televisat a tota la nació des del Despatx Oval, el President va dir:
| «                | En totes les decisions que he pres en la meva vida pública, he intentat sempre fer el que era millor per a la Nació. Durant el llarg i difícil període del Watergate, he sentit que era el meu deure de perseverar, fer tots els esforços possibles per completar el termini de mandat pel qual em vàreu elegir. En els últims dies, no obstant, ha esdevingut evident per a mi que ja no tinc un suport polític prou fort al Congrés que justifiqui la meva perseverança en aquest esforç. Sempre que no hi havia una base així, sentia fortament que era necessari veure el procés constitucional a través de la seva conclusió, que en cas contrari seria infidel a l'esperit d'aquest procés deliberadament difícil i un precedent perillós de desestabilització per al futur... Hauria preferit complir fins al final, qualsevol que fos el sofriment personal en què m'hauria involucrat, i la meva família m'urgia unànimement a actuar així. Però l'interès de la nació ha de prevaldre sempre per damunt de consideracions personals. A partir de les discussions que vaig tenir amb els congressistes i altres líders, he conclòs que, per causa de l'afer Watergate, podria no tenir el suport al Congrés que jo considero necessari per rebre suport a molt difícils decisions i dur a terme els deures que comporta aquest càrrec en la via dels interessos que la Nació requeriria. Jo no he estat mai un covard. Deixar el càrrec abans que s'esgoti el termini és una cosa detestable per a tots els instints del meu cos. Però com a President, cal posar primer l'interès dels Estats Units. El país necessita un President a temps complet i un Congrés a temps complet, particularment en aquest moment amb els problemes que hem d'afrontar, tant a casa com a fora. La continua lluita dels mesos venidors per defensar la meva persona, hauria absorbit gairebé totalment el temps i l'atenció del President i del Congrés en un període en el qual tots els focus haurien de ser a les grans decisions de pau a fora i a la prosperitat sense inflació a casa. Per tant, dimitiré com a President de manera efectiva demà al migdia. El vicepresident Ford jurarà el càrrec de President en aquella hora en aquest despatx. | » |
| — Richard Nixon, | |   |

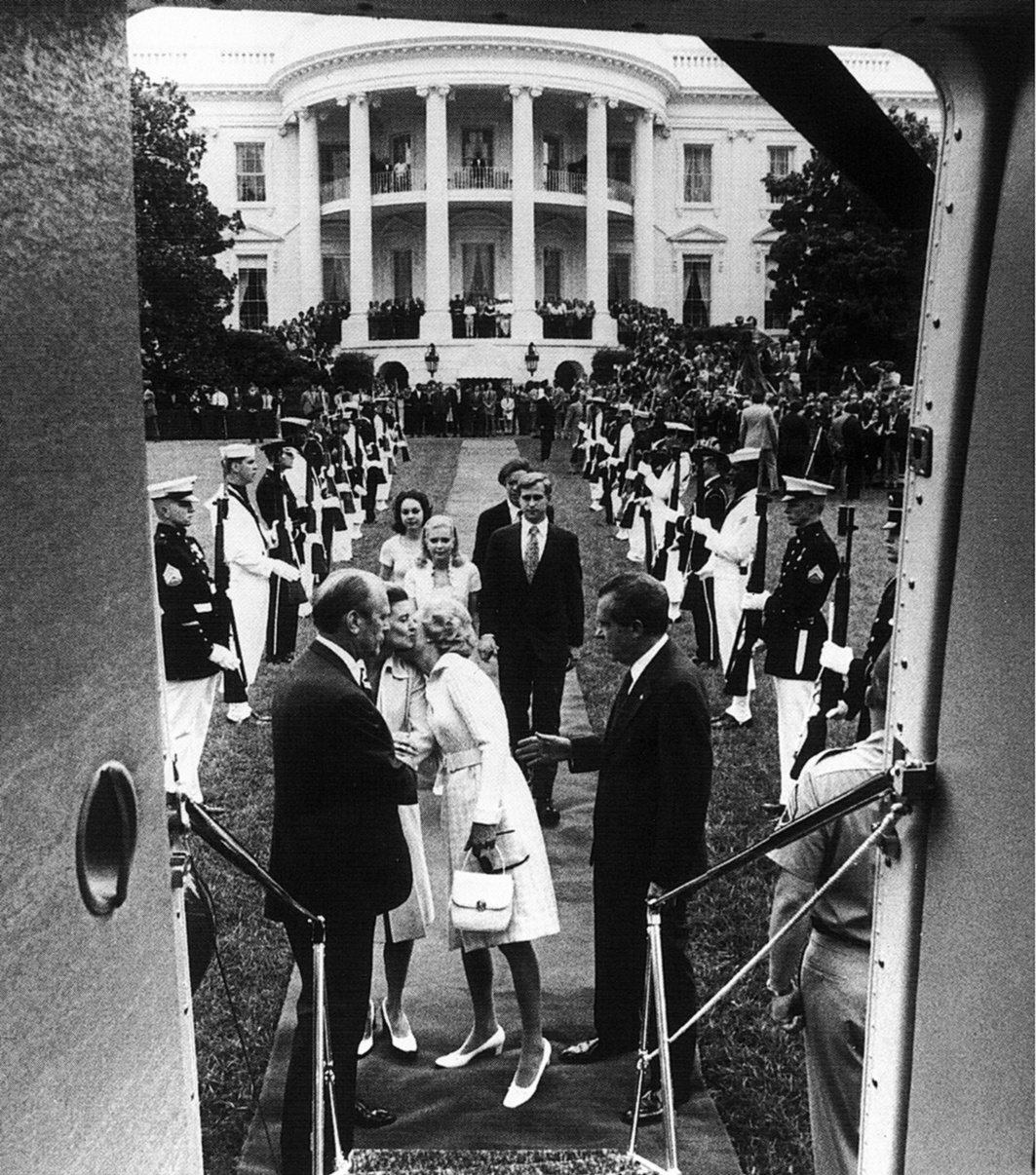
Nixon abandonant la Casa Blanca poc abans que la seva dimissió esdevingués efectiva (9 d'agost de 1974)

El matí que la seva dimissió havia d'entrar en vigor, el president i la senyora Nixon i la seva família es van acomiadar del personal de la Casa Blanca al Saló Est. Un helicòpter el va portar de la Casa Blanca a la base de la Força Aèria Andrews, a Maryland. Nixon va escriure més tard el que ell recordava haver pensat "Quan l'helicòpter es va traslladar a Andrews, em vaig trobar a mi mateix no pensant en el passat, sinó en el futur. Què podia fer ara ?..." A Andrews, va abordar l'Air Force One en direcció a El Toro Marine Corps Air Station, a Califòrnia i després a casa seva a San Clemente.

## L'indult i les conseqüències
Tot i que la dimissió del president Nixon va induir el Congrés a aturar el procediment d'impeachment, encara hi havia la possibilitat de ser perseguit per la via penal. Nixon fou succeït en el càrrec pel seu vicepresident, Gerald Ford. Aquest, com a President, va promulgar un indult complet i incondicional (8 de setembre de 1974) per al president Nixon, que el protegia de qualsevol persecució per qualsevol mena de delictes que "hagués comès o pogués haver comès o en els quals hagués pres part" mentre era President. En una al·locució televisada a la nació, Ford va explicar que pensava que l'indult era el que més convenia als interessos del país i que la situació de la família de Nixon "és una tragèdia nacional en la qual tots hem pres part. Pot continuar, i continuar i continuar, o cal que algú escrigui el final d'això. He arribat a la conclusió que sols jo puc fer això, i si puc, ho he de fer."
Nixon va proclamar la seva innocència fins a la seva mort, el 1994. Va afirmar, en la seva resposta oficial a l'indult que "va ser un error no actuar d'una manera més decisiva i més franca en el tema de l'afer Watergate, particularment quan va arribar el moment dels procediments judicials i el que era un escàndol polític va créixer tant que es va convertir en una tragèdia nacional."
S'ha dit que el perdó presidencial a Nixon va ser una causa per la qual Gerald Ford va perdre l'elecció presidencial el 1976, davant el demòcrata Jimmy Carter. Diverses acusacions de tractes secrets amb Ford, on es prometia a Nixon el perdó a canvi de la seva dimissió, van dur Ford a testificar davant el Comitè de la Cambra de Representants pel Poder Judicial, el 17 d'octubre de 1974.
En la seva autobiografia A Time to Heal, Ford va escriure sobre la reunió que va tenir amb el Cap de Personal de Nixon, Alexander Haig. Haig li va explicar el que ell i l'equip de Nixon pensaven que eren les úniques opcions de Nixon. Podia intentar fer front a l'impeachment i lluitar contra la condemna al Senat de totes les maneres possibles, o bé podia dimitir. Les seves opcions per dimitir eren endarrerir la dimissió més enllà del procés d'impeachment per sotmetre's i superar un vot de censura al Congrés, o l'indult i aleshores dimitir. Haig, llavors, va dir a Ford que alguns dels membres del personal de Nixon li havien suggerit que Nixon podria acceptar dimitir a canvi d'un acord segons el qual Ford li atorgava l'indult.
| « | Haig va emfatitzar que aquells no eren els seus suggeriments. No va identificar els membres del personal que van dir això i va deixar molt clar que no recomananava una opció o una altra. El que volia saber era si la meva valoració general de la situació era la mateixa que la que ell tenia. [èmfasi a l'original]... Després li va preguntar si tenia algun suggeriment del que havia de fer el President. Jo creia que no seria adequat per a mi fer cap recomanació en general, i així li vaig dir.Gerald Ford | » |
| — | |   |

Charles Colson es va declarar culpable dels càrrecs referents al cas de Daniel Ellsberg (vegeu en aquest mateix article la secció Antecedents). A canvi, el procés contra seu per encobriment de les activitats del Comitè per a la reelecció presidencial fou aturat, així com el que hi havia contra Strachan. La resta dels cinc membres dels "Set de Watergate" que van ser inculpats el març, anaren a judici l'octubre de 1974, i l'1 de gener de 1975, tots, llevat de Parkinson, foren declarats culpables. El 1976, el Tribunal d'Apel·lacions dels Estats Units ordenà un nou judici per a Mardian; a continuació, tot els càrrecs que hi havia contra ell foren retirats. Haldeman, Ehrlichman i Mitchell varen exhaurir les seves apel·lacions el 1977. Ehrlichman va ingressar a la presó el 1976, seguit pels altres dos el 1977.
L'efecte en les següents eleccions al Senat i al Congrés va ser molt significatiu. Els demòcrates van guanyar cinc escons al Senat i quaranta-nou al Congrés. El Watergate també fou indirectament responsable dels canvis en el finançament de les campanyes. Va ser un factor determinant en la modificació de la Freedom of Information Act el 1974, així com les lleis que requereixen nous informes financers per part de funcionaris governamentals clau, com ara la Llei per a l'Ètica en el Govern. Si bé no cal legalment, altres tipus de comunicació personal, com la publicació de les últimes declaracions de renda, es van convertir en una cosa que ara tothom espera. Els Presidents, des Franklin D. Roosevelt, havien gravat moltes de les seves converses, però després del Watergate aquesta pràctica suposadament va acabar.
A més, el Congrés va investigar l'abast real de les facultats legals del President, i tardanament es va adonar que els Estats Units havien estat en un continu estat d'emergència sense fi, des de 1950, la qual cosa va conduir a la promulgació de la Llei Nacional d'Emergències el 1976.
L'escàndol de Watergate, va deixar tanta impressió en la consciència nacional i internacional que molts escàndols des de llavors s'han marcat amb el sufix "-gate". Així per exemple hi ha hagut l'Irangate (venda d'armes a l'Iran, enemic declarat dels Estats Units i subjecte, en aquell moment, a un embargament d'armes, per finançar la contra de Nicaragua).
Segons Thomas J. Johnson, catedràtic de periodisme a la Southern Illinois University, el Secretari d'Estat Henry Kissinger va predir audaçment durant els últims dies de Nixon que la història recordaria Nixon com un gran president i que el Watergate seria relegat a una "nota de menor importància.".
Com que Nixon i molts alts funcionaris involucrats en el cas Watergate eren advocats, l'escàndol va entelar greument la imatge pública de la professió jurídica. Per tal d'alleujar la demanda del públic per a la regulació federal directa dels advocats (en lloc de deixar-ho en mans dels Estats [les associacions d'advocats o els tribunals]),l'Associació d'Advocats dels Estats Units (ABA, per American Bar Association) va llançar dues reformes importants. En primer lloc, l'ABA va decidir que el seu Codi model de responsabilitat professional (promulgat el 1969) havia estat un fracàs i el va reemplaçar pel Codi model de conducta professional (MRPC) el 1983. L'MRPC ha estat adoptat en part o totalment per 48 estats. En el seu preàmbul conté un recordatori contundent als advocats joves que la professió d'advocat pot romandre autònoma només si els advocats es comporten correctament. En segon lloc, l'ABA va promulgar el requisit que els estudiants de dret de les escoles jurídiques de l'ABA, havien de fer un curs de responsabilitat professional, el que significa que han d'estudiar l'MRPC. El requisit segueix en vigor.

## Propòsit del robatori
Tot i l'enorme impacte de l'escàndol Watergate, el propòsit que, de fet, tenia el robatori a les oficines dels demòcrates mai ha estat aclarit del tot. Algunes teories suggereixen que els lladres anaven al darrere d'informació específica. La més probable d'aquestes teories suggereix que l'objectiu del robatori eren les oficines de Larry O'Brien, el cap del DNC. El 1968, 
El 1968, O'Brien va ser nomenat pel vicepresident Hubert Humphrey per servir com el director nacional de la campanya presidencial de Humphrey i, per separat, per Howard Hughes, per servir com a grup de pressió de Hughes en polítiques públiques a Washington. O'Brien va ser elegit president nacional de la Convenció Nacional Demòcrata el 1968 i 1970. Amb la propera elecció presidencial, l'ex soci de negocis de Howard Hughes, John H. Meier, en col·laboració amb Hubert Humphrey i altres, volia alimentar la desinformació a Richard Nixon. El pare de John Meier havia estat un agent alemany durant la Segona Guerra Mundial. Meier s'havia sumat al FBI i en els anys 60 s'havia compromès amb la CIA per eliminar Fidel Castro usant els caps de Màfia Sam Giancana i Santo Trafficante.. A finals de 1971, el germà del president, Donald Nixon, estava espiant per al seu germà i estava preguntant Meier sobre el que sabia de Larry O'Brien.
El 1956, Donald Nixon havia manllevat 205.000 $ de Howard Hughes i mai va tornar el préstec. El fet que el préstec sorgís durant la campanya electoral presidencial de 1960 comprometia Richard Nixon i es va convertir en un llast polític real. Segons l'autor, Donald M. Bartlett, Richard Nixon faria el que fos necessari per evitar una altra vergonya de la família Hughes-Nixon. De 1968 a 1970, Hughes va retirar prop de mig milió de dòlars del Texas National Bank of Comerce per a contribucions tant a demòcrates com a republicans, incloent-hi els candidats presidencials Humphrey i Nixon. Hughes volia que Donald Nixon i Meier participessin, però Richard Nixon s'oposava a la seva participació.
Meier va dir a Donald que estava segur que els demòcrates guanyarien les eleccions perquè hi havia molta informació sobre les transaccions il·lícites de Richard Nixon amb Howard Hughes, que mai no havia vist la llum, i que Larry O'Brien tenia la informació, (O'Brien, que havia rebut 25.000 dòlars de Hughes, en realitat no tenia cap document, però Meier afirma que volia que Richard Nixon ho pensés). És només una qüestió de conjectures, doncs, que Donald cridés el seu germà Richard i li digués que Meier donaria als demòcrates tota la informació de Hughes, que podria acabar amb ell (Nixon), i que O'Brien en tenia la prova
El fet és que Larry O'Brien, elegit president del Partit Demòcrata, també va ser un "lobbysta" de Howard Hughes, en un controlat congrés demòcrata, i la possibilitat de la seva troballa sobre les contribucions il·legals de Hughes a la campanya de Nixon era massa perillosa perquè Nixon la ignorés, per la qual cosa l'oficina d'O'Brien al Watergate es va convertir en un objectiu de l'espionatge de Nixon en la campanya política. Aquesta teoria ha estat proposada com una motivació per al robatori.
Nombroses teories han persistit en afirmar un significat més profund de l'escàndol Watergate que aquell que correntment és conegut pels mitjans de comunicació i els historiadors:
- En el llibre The Ends of Power el cap de personal de Nixon, H.R. Haldeman va afirmar que el terme "Bahía de Cochinos", esmentat per Nixon en una cinta gravada durant una conversa a la Casa Blanca, com la raó per la qual la CIA hauria de posar fi a les investigacions del cas Watergates,[3] va ser utilitzat per Nixon com una referència codificada a un complot de la CIA per assassinar Fidel Castro durant l'administració de John F. Kennedy. La CIA no va donar a conèixer aquest complot a la Comissió Warren, la comissió que investigà l'assassinat de Kennedy, malgrat el fet que s'atribuiria un motiu a Castro en l'assassinat.[54] Qualsevol mena de revelació també donaria a conèixer les connexions CIA/Màfia que podria portar a una investigació no desitjada dels sospitosos participants de la CIA/Màfia en l'assassinat del president. D'altra banda, podria sortir a la llum el mateix coneixement de Nixon, com a vicepresident, del pla de la Badia de Cochinos i els seus propis vincles amb l'hampa i les operacions d'intel·ligència desagradables. Una connexió teòrica entre l'assassinat de Kennedy i les cintes del cas Watergate va ser apuntada, posteriorment, a la pel·lícula biogràfica Nixon, dirigida per Oliver Stone.

- Silent Coup, és un best-seller de 1992, escrit per Len Colodny i Robert Gettlin en què sostenen que l'ex conseller de Nixon a la Casa Blanca, John Dean, va orquestrar el robatori de Watergate el 1972 a la seu del Comitè Nacional Demòcrata per protegir la seva futura esposa, Maureen Biner, mitjançant l'eliminació de la informació la seva vinculació amb una trucada a una prostituta que treballava per al DNC. Els autors també van apuntar que Alexander Haig no era Gola Profunda, però va ser una font clau de Bob Woodward, el qual, com a oficial naval, havia informat Haig a la Casa Blanca el 1969 i 1970.[55][56]

- Secret Honor per Stone i Freed, implica que Nixon, deliberadament, va sacrificar la seva presidència per salvar la democràcia d'un pla per implementar la llei marcial. La teoria utilitza el concepte de "Yankees" enfront de "Cowboys" per a suggerir que, des de l'època de la postguerra, els Estats Units han estat dominats pels Yankees en competència amb els Cowboys. Nixon, qui era oriünd del sud-oest, va rebre el suport, inicialment, dels poderosos contractistes de defensa militar industrial (els Cowboys), però, més tard, va voler abandonar el vaixell, i va retornar el govern a l'establishment de la costa est, o sigui als Yankees La seva renúncia duia a terme això, perquè Nelson Rockefeller, l'epítom de l'elit econòmica de l'est, va assumir la vicepresidència després de la renúncia de Nixon.

- A Conspiracy Against the Dollar, Peter Beter continua explicant com Nixon va ser, possiblement, un liberal murri amb una màscara de conservador.

- Gordon Novel, un home conegut per diverses controvertides investigacions, ha afirmat que el

Watergate va servir com a tapadora per impedir que l'administració Nixon hagués de declarar al Senat sobre una autòpsia a la Guerra del Vietnam.

- El politòleg George Friedman va argumentar que: "The Washington Post va crear una obra de moralitat sobre un govern fora de control, empaitat per dos joves i emprenedors periodistes, i un diari valent. Això simplement no va ser el que va succeir. Al contrari, al darrere hi havia l'FBI, que usava el Washington Post per filtrar informació per tal de destruir el president, i el Washington Post, de bon grat, va actuar com el conducte per a aquella informació, mentre es retenia una dimensió essencial de la història, mitjançant l'ocultació de la identitat de Gola Profunda "i que el FBI, sota la direcció de Mark Felt, ja havia començat a espiar a la Casa Blanca abans del robatori del Watergate.[58] De fet, es va revelar més tard que Felt havia estat la font del Washington Post que es coneix com a "Gola Profunda".

- El professor emèrit del MIT, Noam Chomsky va argumentar que va ser el desmantellament del Sistema Bretton Woods el que va convertir Nixon en enemic de les corporacions multinacionals i els banquers internacionals.[59]